# Bianca Panconi
Bianca Panconi (Firenze, 20 gennaio 2000) è un'attrice e modella italiana.

## Carriera
Dal 2025 è nel cast principale dell'ottava stagione della fiction Che Dio ci aiuti.

## Filmografia

### Cinema
- Il ritorno di Casanova, regia di Gabriele Salvatores (2023)

### Televisione
- Un cielo stellato sopra il ghetto di Roma, regia di Giulio Base – film TV (2020)
- Doc - Nelle tue mani – serie TV, episodi 1x06-1x12-1x13 (2020)
- La vita promessa – serie TV, episodio 2x03 (2020)
- Cuori – serie TV, episodi 1x06-1x07 (2021)
- Romulus – serie TV, episodi 2x01-2x02-2x03 (2022)
- Bosé – serie TV, episodio 1x01 (2022)
- Che Dio ci aiuti 8 - serie TV, 20 episodi (2025)
- Costanza – serie TV, 4 episodi (2025)

### Cortometraggi
- Once in Como, regia di Sergii Tkachenko (2019)

### Pubblicità
- Le Mythe Dior, regia di Matteo Garrone (2020)

### Videoclip musicali
- Ti prometto che un giorno partiremo di Fasma, regia di Gianluigi Carella (2019)
- In punta di piedi di Enrico Nigiotti (2024)